# Luxemburgse parlementsverkiezingen 1919
De Luxemburgse parlementsverkiezingen van 1919 werden op 26 oktober 1919 gehouden. De kiezers kozen de 48 leden van het eenkamerparlement, de Kamer van Afgevaardigden.
De parlementsverkiezingen van 1919 waren bijzonder, omdat zij voor het eerst werden gehouden op basis van het algemeen, enkelvoudig kiesrecht en het stelsel van evenredige vertegenwoordiging. Het waren ook de eerste verkiezingen na de Eerste Wereldoorlog (1914-1918).
De verkiezingen werden glansrijk gewonnen door de rooms-katholieke conservatieve Parti de la Droite (Rechtse Partij) van zittend premier Émile Reuter. De liberalen waren de grote verliezer. Tientallen jaren domineerden de liberalen - onder meer in de persoon van de in 1915 gestorven premier Paul Eyschen - de Luxemburgse politiek. Door de invoer van het algemeen kiesrecht verloren de liberalen - vooral steunend op de burgerij en de elite - veel van hun invloed aan de confessionelen. Andere grote winnaar van de verkiezingen waren de sociaaldemocraten van de Sozialdemokratesch Partei vu Lëtzebuerg (SPL). De SPL steunde vooral op het proletariaat, die met de invoering van het algemeen kiesrecht in 1919 voor het eerst haar stem kon uitbrengen.
Na de verkiezingen vormde Émile Reuter een coalitie bestaande uit de PD en Ligue Libérale (Liberale Liga, LL).

## Uitslag
| Partij  | Partij                             | Zetels |
| ------- | ---------------------------------- | ------ |
|         | Rechtse Partij                     | 27     |
|         | Sociaaldemocratische Partij        | 8      |
|         | Liberale Liga                      | 7      |
|         | Nationale Onafhankelijkheidspartij | 3      |
|         | Onafhankelijke Volkspartij         | 2      |
|         | Onafhankelijk Links                | 1      |
| Totaal: | Totaal:                            | 48     |